# Ceratogaulus
Ceratogaulus is een geslacht van uitgestorven zoogdieren dat voorkwam in het Plioceen. Dit dier had voorheen de naam Epigaulus, maar deze naam wordt niet meer gebruikt.

## Beschrijving
Dit dertig centimeter lange knaagdier had op zijn kop, vlak voor de ogen, een stel hoorns op zijn snuit, waarvan de functie onduidelijk is. Waarschijnlijk werden de hoorns gebruikt als verdedigingswapen of om vrouwtjes te imponeren, misschien zelfs om te vechten. Het is waarschijnlijker dat ze werden gebruikt bij het graven. Niet alle gevonden fossielen waren met hoorns bezet, dus wordt verondersteld, dat hoornloze dieren waarschijnlijk vrouwtjes waren. Ceratogaulus was het enige knaagdier met zulke hoorns.
Aan zijn poten had het krachtige, zijdelings afgeplatte klauwen, die waren aangepast om te graven. Waarschijnlijk leefde het dier in ondergrondse holen. Deze theorie wordt ondersteund door de kleine ogen, die een beperkt zicht hadden.

## Leefwijze
Dit herbivore dier leefde in bossen. Toen deze verdwenen en de graslanden zich uitstrekten, was hun lot bezegeld en stierven ze uit.

## Vondsten
Resten van dit dier werden gevonden in Noord-Amerika, in het Great Basin.